# Huutosaari (ö i Södra Savolax, S:t Michel, lat 62,10, long 26,93)
Huutosaari är en halvö i Finland. Den ligger i sjön Kyyvesi och i kommunen Sankt Michel i den ekonomiska regionen  S:t Michel och landskapet Södra Savolax, i den södra delen av landet, 240 km nordost om huvudstaden Helsingfors.